# Felletin
Felletin település Franciaországban, Creuse megyében. Lakosainak száma 1552 fő (2022. január 1.). Felletin Moutier-Rozeille, Saint-Frion és Saint-Quentin-la-Chabanne községekkel határos.

## Népesség
A település népességének változása:
| Lakosok száma | 2278 | 2196 | 1985 | 1912 | 1718 | 1691 | 1593 | 1550 | 1547 | 1552 |
|               | 1968 | 1982 | 1990 | 2006 | 2013 | 2015 | 2017 | 2019 | 2020 | 2022 |